# Strike One
Strike One (tiếng Nga:Стриж, Strizh) là loại súng ngắn bán tự động đang trong giai đoạn phát triển của công ty Arsenal Firearms có trụ sở tại Nga và cơ sở sản xuất được đặc tại Nga, Ý và Áo. Nó được giới thiệu lần đầu năm 2012. Loại súng này được dự tính sẽ đưa vào phục vụ trong quân đội và các lực lượng thi hành công vụ cũng như giới thiệu vào thị trường dân sự cho việc tự vệ và thể thao.

## Thiết kế
Strike One sử dụng cơ chế nạp đạn bằng độ giật lùi nòng ngắn với một hệ thống khóa độc đáo đã có hàng thế kỷ do Louis Schmeisser phát triển rất ít khi được sử dụng, từng áp dụng trên khẩu Bergmann Mars, trong Strike One thì nó được chỉnh sửa mạnh tay lại cho phù hợp hơn. Hệ thống giúp cho nòng chỉ việc lùi lại chứ không cần xoay hay đi xiên việc này giúp tăng độ chính xác khi mà nòng súng không thay đổi vị trí trên một trục duy nhất. Trục nòng súng rất thấp so với tay cầm giúp xạ thủ dễ dàng điều khiển súng khi lực giật phát sinh lúc bắn cũng như lực hướng lên trên của súng khi bắn liên tiếp. Một miếng chặn hình chữ Y có gờ chống vào nòng súng và gờ của nó sẽ khóa khối trượt chung với nòng còn phần dưới chữ Y có một rãnh xiên. Khi nòng súng hấp thu lực giật và lùi lại thì miếng chặn sẽ kéo cả khối trượt theo, rãnh xiên dưới chữ Y sẽ đi qua một thanh chắn và từ từ kéo miếng chặn xuống, khi kéo xuống tối đa hai rãnh hai bên miếng chặn sẽ khớp với hai gờ nhô ra của khối trượt cho khối trược tiếp tục lùi ra sau tự do để tiếp tục chu kỳ nhả vỏ đạn và nạp vỏ đạn mới nhưng miếng chặn sẽ khóa không cho nòng di chuyển tiếp ra sau. Khi khối trượt di chuyển trở lên phía trên để nạp viên đạn mới nó sẽ đẩy nòng súng lên và miếng chặn cũng sẽ di chuyển theo ra phía trước và rãnh xiên theo thanh chắn đẩy miếng chặn lên để khóa khối trượt và nòng lại thành một khối chuẩn bị cho việc bắn viên đạn tiếp theo.
Thân súng được làm bằng nhựa tổng hợp đồng nhất. Khối trược và nòng ở phần phía trên có thể thay đổi cho việc sử dụng các loại đạn khác nhau. Súng sử dụng cơ chế hoạt động kép sau mỗi lần bắn búa sẽ nằm ở vị trí nửa lên cò để việc bóp cò súng được nhẹ và nhanh hơn nhưng nếu đạn không nổ nó sẽ không di chuyển về vị trí này và búa sẽ không tiếp tục hoạt động dù có bóp cò nhiều lần do chức năng này không hữu dụng lắm.
Hệ thống nhắm cơ bản của súng là điểm ruồi, dưới nòng súng có thanh răng để gắn các hệ thống hỗ trợ tác chiến cần thiết. Hộp đạn rời của súng có hai hàng đạn chứa được 17 viên nút nhả hộp đạn nằm ở cả hai bên thân súng.